# Фаберже (фирма)
Дом Фаберже — ювелирная компания, основанная в 1842 году в Российской империи, получившая известность благодаря изготовлению знаменитых яиц Фаберже для русской царской семьи. С 2007 года бренд «Фаберже» принадлежит компании Fabergé Ltd.

## История семьи
История семьи Фаберже ведет свои истоки из Франции XVII века, под фамилией Фаври. Фаври жили в регионе Пикардия, в северной Франции. Из-за религиозных преследований в 1685 году они покинули Францию.
Документы из семейного архива Фаберже гласят, что фамилия изменялась сначала на Фабри, затем на Фабрьер и, в конечном счете, в 1825 на Фаберже. Во второй половине XVIII века Жан Фаври работал в качестве плантатора табака. В 1800 году ремесленник Пьер Фаври обосновался в городе Пернау (Пярну) Ливонии (Эстонии).
В 1814 году родился Густав Фаберже. В 1830-х он приехал в Санкт-Петербург, чтобы обучиться ювелирному делу у Андреаса Фердинанда Шпигеля, который специализировался на изготовлении золотых шкатулок. В 1841 году он получил звание мастера ювелирного дела.

## Начало

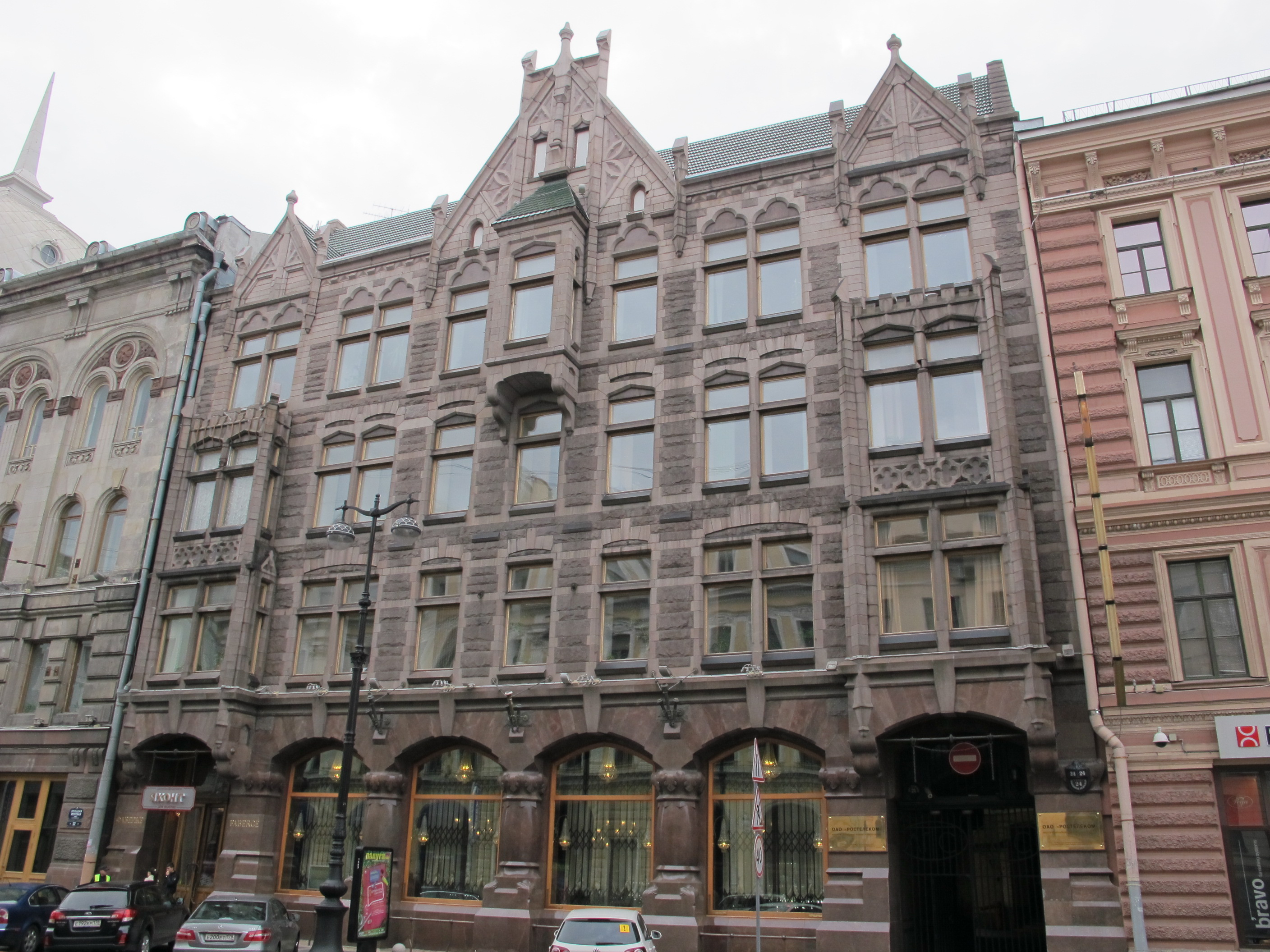
К. Шмидт. Здание фирмы Фаберже в Санкт-Петербурге. 1900

В 1842 году Густав Фаберже открыл свой первый ювелирный магазин на Большой Морской улице. Новый магазин сразу стал успешным по двум причинам: во-первых, он находился в фешенебельном центре Петербурга, а во-вторых, Россия переживала в то время галломанию.
В 1846 году у Густава Фаберже и Шарлотты Юнгштедт родился сын Петер Карл Фаберже, более известный как Карл Фаберже.
Карл Фаберже получил начальное образование в гимназии Святой Анны. Это была известная гимназия для детей низших слоев дворянства. В 1860 году Густав Фаберже оставил своё дело в руках управляющих и уехал вместе с семьей в Дрезден, где молодой Карл продолжил обучение в Хандельшулле. В возрасте 18 лет он отправился в тур и повидал множество известных ювелиров Франции, Германии, Англии, посетил галереи и лучшие музеи Европы.
В 1872 году Карл вернулся в Петербург в возрасте 26 лет. В течение 10 лет управляющий компании «Фаберже» был его наставником и учителем, однако в 1882 году он умер и Карл взял управление компанией на себя. В этом же году произошло два важных события: он был награждён званием мастера ювелирных дел, Агафон Фаберже, младший из сыновей, присоединился к семейному делу.

## Популярность

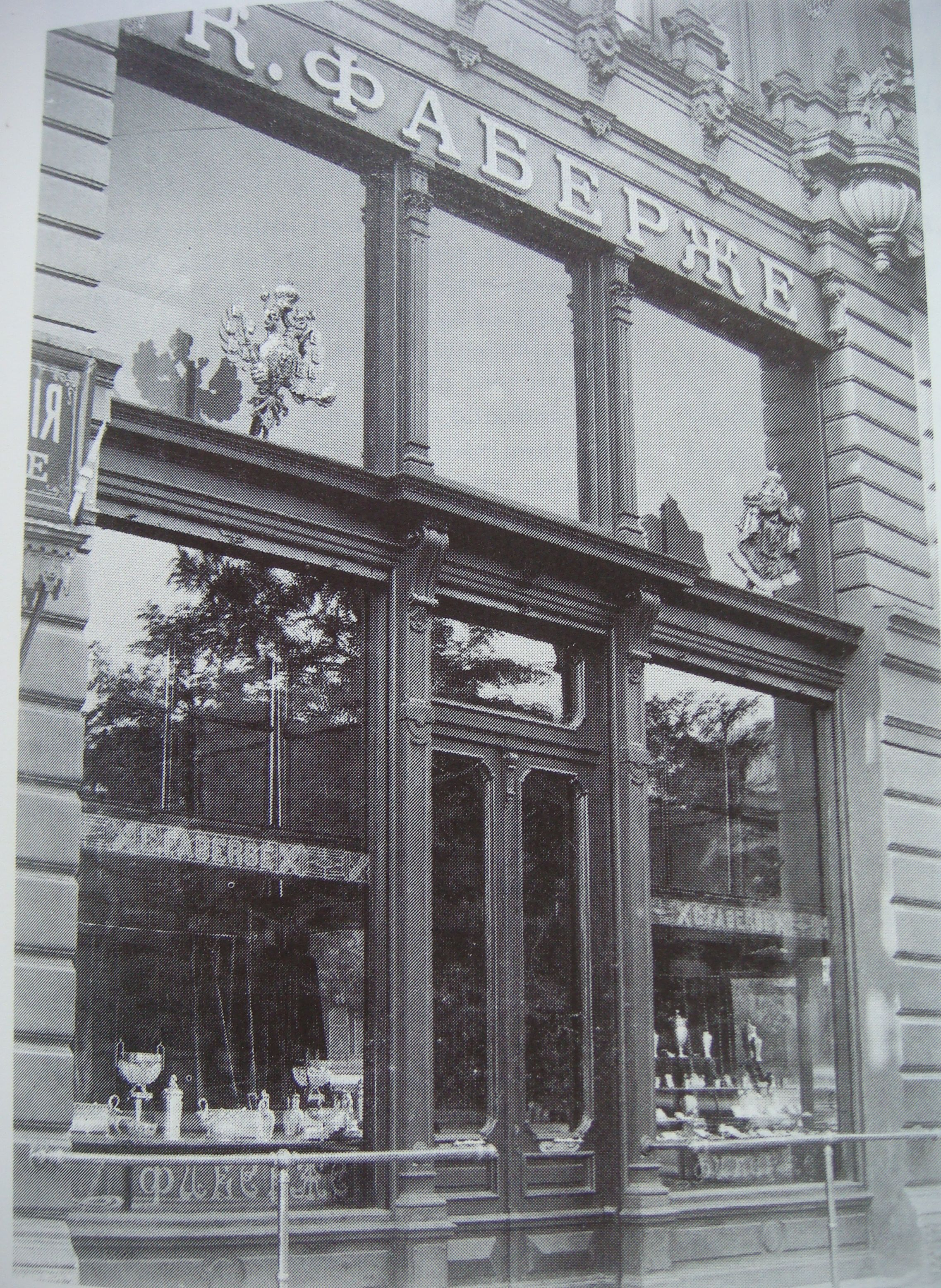
Витрина магазина Карла Фаберже в Одессе в начале XX века

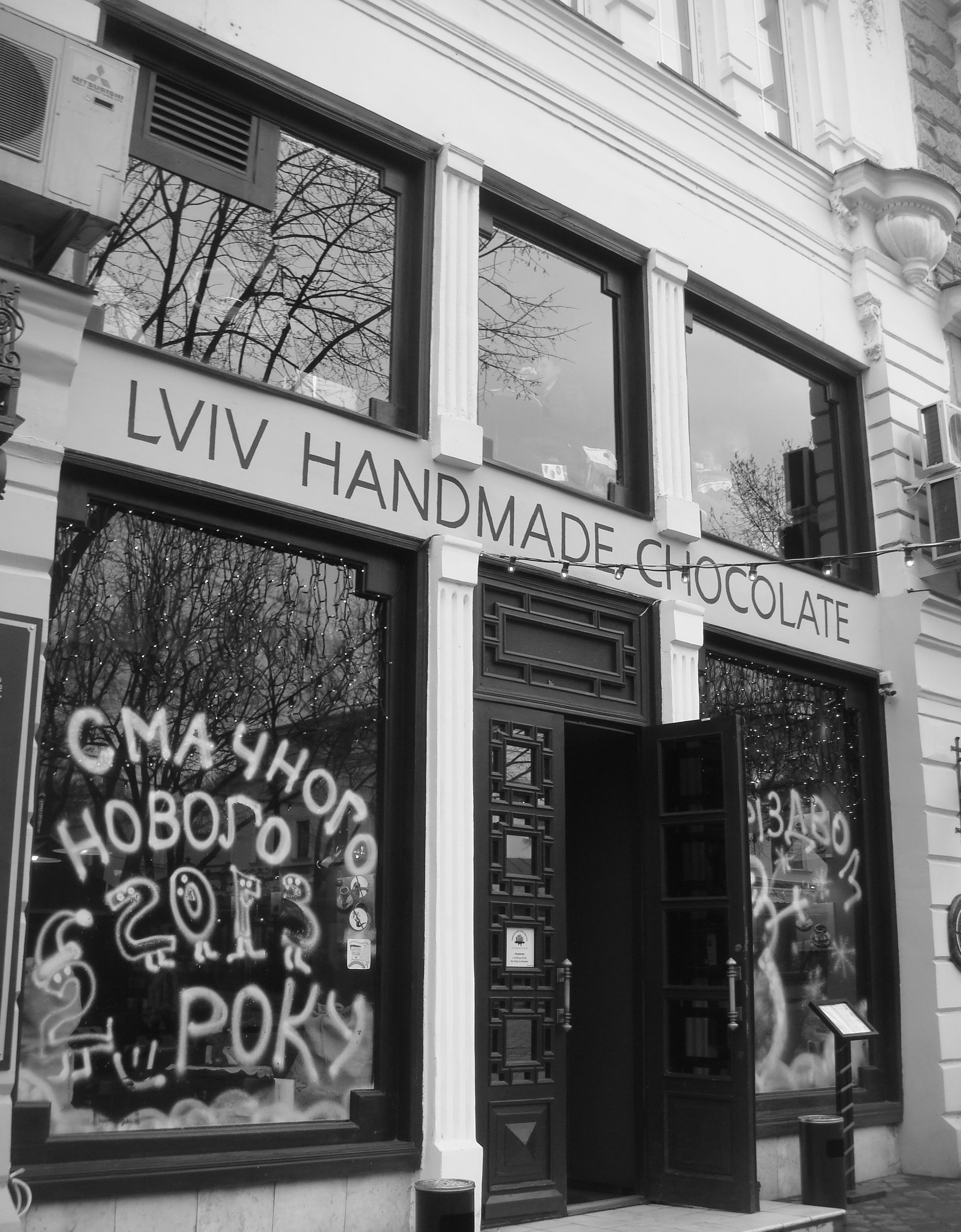
Вид этого же здания сто лет спустя

В то время, как Карл занимался реставрацией экспонатов Эрмитажа, компания Фаберже была приглашена на одну из основных русских выставок в Москве. Одним из экспонатов, которые были представлены на выставке компанией стал браслет IV века до н. э. На что Александр III сказал, что не может отличить копию от оригинала и работа Фаберже должна быть в Эрмитаже как пример мастерства русских ювелиров. В 1885 году компания стала официальным изготовителем ювелирных украшений для императорского дома. Фаберже также был официальным поставщиком королей Швеции и Норвегии, а также Сиама.
На Всемирной выставке в Париже в 1900 году была представлена продукция Фаберже. Она произвела неизгладимое впечатление на европейских ювелиров. Однако фирма осталась без наград, так как сам Фаберже был членом жюри и не мог оценивать свою продукцию.
В 1903 году был открыт магазин в Лондоне. Только через английский филиал было продано более 10 тысяч изделий фирмы.

## После революции
В 1918 году компания Фаберже была национализирована большевиками. В начале октября Карл Фаберже покинул Петроград и отправился в Ригу. Однако, в середине месяца революция настигла и Латвию, Карл был вынужден вновь вернуться в Германию. Тем временем большевики арестовали его сыновей: Агафона и Александра, но мадам Фаберже с младшим сыном Евгением удалось бежать в Финляндию.
В Германии Карл Фаберже серьёзно заболел. В июне 1920 года Евгений увез его в Швейцарию, где уже находились другие члены семьи. 24 сентября Карл скончался в Лозанне. Спустя почти 5 лет умерла и его жена. В это же время Александру удалось покинуть пределы СССР, но Агафон оставался в стране до 1927 года.

## После Второй мировой войны
После революции семья Фаберже потеряла связь. Евгений и Александр поселились в Париже и основали компанию Fabergé & Cie. После окончания Второй мировой войны они узнали, что Сэм Рабин в 1937 году основал в США компанию Fabergé Inc и производит парфюмерию под брендом Фаберже, а также зарегистрировал товарный знак Fabergé для производства украшений. Долгие судебные процессы были невыгодны семье, поэтому был заключен договор, по которому торговый знак Fabergé может использоваться только для производства парфюма. В 1964 году Сэм Рабин продал свою компанию за 26 миллионов. Компания так и переходила из рук в руки, пока в 1989 году Unilever не купила её за 1,55 миллиона. В том же году на место главного ювелира был принят Виктор Майер. В 2007 году южноафриканский бизнесмен Брайан Гилбертсон (экс-президент компаний «СУАЛ-Холдинг» и BHP Billiton) приобрел все права на бренд Fabergé у компании Unilever за 38 миллионов долларов. В 2025 году бренд Fabergé перешел в управление фонда SMG Capital.

## Ювелирные изделия «Фаберже» в наши дни
27 ноября 2007 года одно из яиц «Фаберже» было продано на аукционе Кристис за 9 миллионов фунтов стерлингов, таким образом став самым дорогим русским ювелирным изделием.
Сегодня Пасхальное яйцо Ротшильдов можно увидеть в постоянной экспозиции Музея Фаберже в Баден-Бадене, где кроме него представлено ещё около 700 исторических экспонатов фирмы «Фаберже».
На аукционах представлены не только пасхальные яйца фирмы «Фаберже». В 2005 году на торгах «Сотбис» в Нью-Йорке были проданы несколько редких резных фигурок из драгоценных и полудрагоценных камней. Их цена варьировалась в пределах $850 000 — 1 800 000.
В 2011 году фирма возобновила работу. Подготовлена оригинальная коллекция из 12 подвесок, символизирующих месяцы в году.

## Музей Фаберже

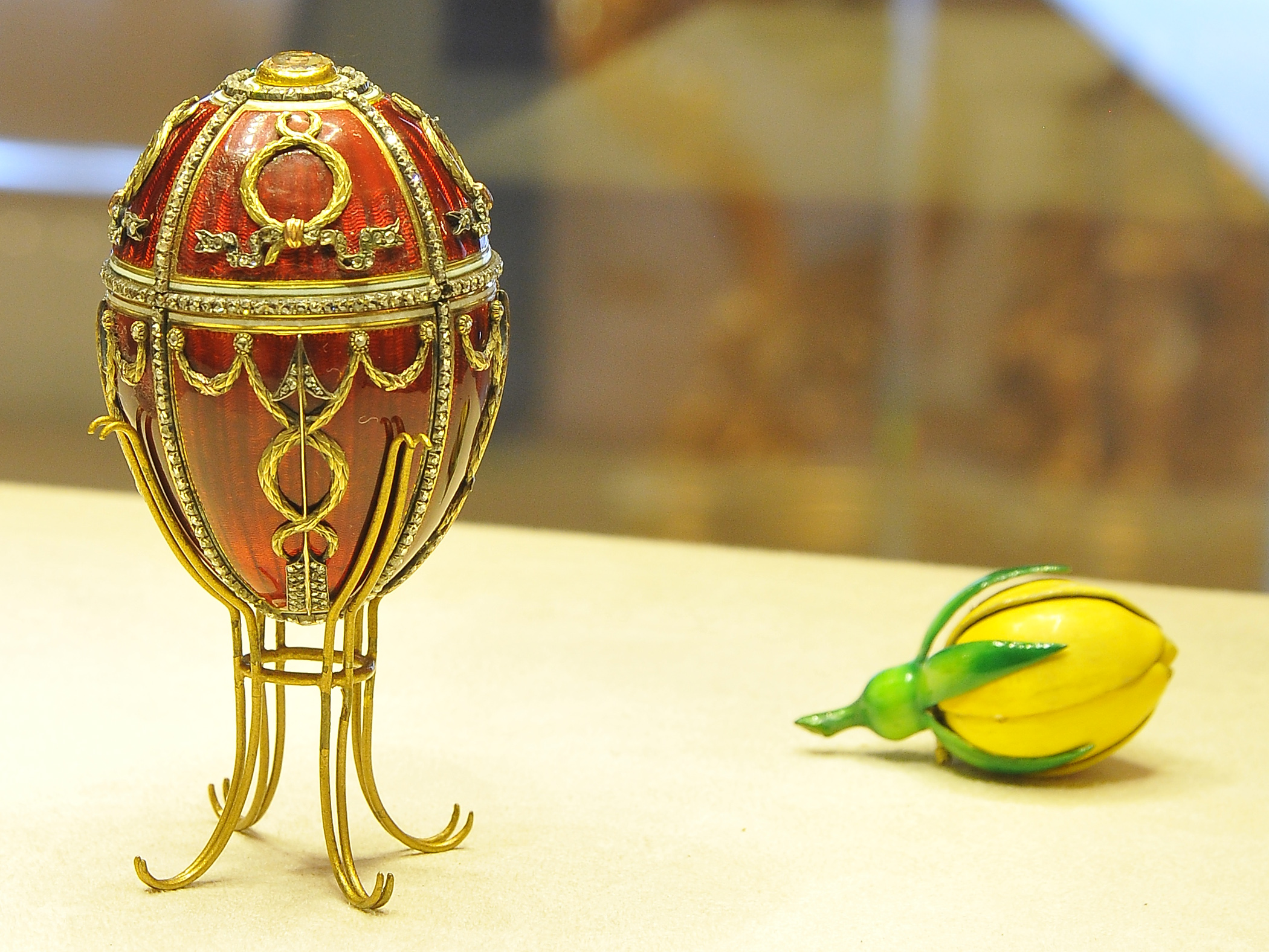
Императорское пасхальное яйцо «Бутон розы» из коллекции Музея Фаберже в Петербурге

С 2013 года в Санкт-Петербурге в Шуваловском дворце, на Набережной реки Фонтанки, 21, выставлена крупнейшая в мире постоянно действующая музейная экспозиция изделий компании Фаберже. Коллекция включает более 1000 единиц хранения изделий Фаберже, включая 9 уникальных пасхальных яиц, созданных Карлом Фаберже для двух последних русских императоров. Основу коллекции составляют предметы собранные частным культурно-историческим фондом «Связь времен».

## Памятник Густаву Фаберже
Памятник Густаву Фаберже установлен в Пярну 3 января 2015 года в год 200-летия со дня его рождения. Бронзовую скульптуру подарил городу Александр Тензо, основатель ювелирного дома TENZO. Авторы композиции Александр Тензо и Владислав Яковский. Скульптор Евгений Бурков.
Установка монумента проходила при поддержке Пярнусского Общества Фаберже в лице Тийны Оясте и Тоомаса Кутера.

## Литература (на рус. яз.)

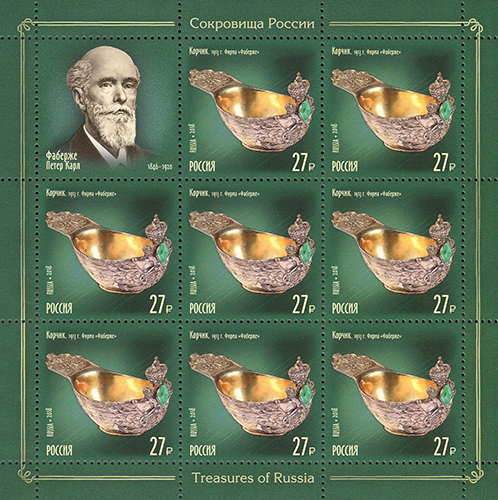
Лист «Корчик. 1913 г. Фирма „Фаберже“. Петер Карл Фаберже (1846—1920)».